# GLORIA
GLORIA é um álbum da banda de rock ucraniana Okean El'zy lançado em 2005. O primeiro single foi "Bez Boyu", seguido de "Vysche Neba", "Ne Pytai" e finalmente "Vidchuvayu".

## Lista de Músicas
1. "Persha Pisnya" (em ucraniano:  Перша Пісня; em português:  Primeira Canção)
2. "Ty i Ya" (em ucraniano:  Ти і Я; em português:  Você e Eu)
3. "Vysche Neba" (em ucraniano:  Вище Неба; em português:  Acima do Céu)
4. "Sontse Sidaye" (em ucraniano:  Сонце Сідaє; em português:  O Sol Está Se Pondo)
5. "Nikoly" (em ucraniano:  Ніколи; em português:  Nunca)
6. "Tin Tvoho Tila" (em ucraniano:  Тінь Твого Тіла; em português:  Sombra do Seu Corpo)
7. "Bez Boyu" (em ucraniano:  Без Бою; em português:  Sem uma Luta)
8. "GLORIA"
9. "Vidchuvayu" (em ucraniano:  Відчуваю; em português:  Eu Estou Sentindo)
10. "Ikony Ne Plachut" (em ucraniano:  Ікони Не Плачуть; em português:  Ícones Não Choram)
11. "Yak Ostanniy Den" (em ucraniano:  Як Останній День; em português:  Como o Último Dia)
12. "Ne Pytai" (em ucraniano:  Не Питай; em português:  Não Pergunte)